# 藤卷惠理子
藤卷惠理子（日语：／ Fujimaki Eriko，1974年10月18日—），日本女性配音員、旁白。出身於東京都。青二Production所屬。A型血。

## 簡歷
青二塾東京校第16期畢業。

## 演出
粗體字表示主要角色。

### 電視動畫
1998年
- 炸彈人 彈珠人爆外傳（主播、女人寶、廣播、主婦寶、少年的母親）

1999年
- 快樂小丸日記（1999年－2001年，小丸）
- 哆啦A夢 (大山羨代版)（少年C）
- To Heart（少女、女學生、女子社員、體育老師、小百合）

2001年
- 棋魂（趙石）

2003年
- 青青校樹（朽木雙葉）
- 蠟筆小新（女大學生）
- Fortune Dogs（日语：ふぉうちゅんドッグす）（凱倫）

2008年
- 波菲的漫長旅程（海蓮娜）
- 看見夢想，動畫「小on」（日语：ユメミル、アニメ「onちゃん」）（2008年－2010年，小ou、mu）2系列

2009年
- 發現·體驗·我喜歡巧虎！（閃亮閃亮君）

2010年
- 可愛巧虎島 HE SO KA

2011年
- （二條、波奇）

2012年
- 聖鬥士星矢Ω（巴丘絲）

### OVA
- 湘南爆走族 完結篇 櫻吹雪的卒業式（1999年，桃山真子）
- 銀河少女警察系列 The Animation（1999年，接線員B）
- 加油加油小丸（1999年，小丸）
- 快樂小丸日記（1999年，小丸）
- 青青校樹（2002年，朽木雙葉）

### 電影動畫
- 怪博士與機器娃娃：阿拉蕾的終極一擊（1999年，模特兒）

### 遊戲
1997年
- 特勤機甲隊2（芙蕾德莉卡·艾克曼）

1998年
- 星之丘學園物語 學園祭（日语：星の丘学園物語 学園祭）（鳴海泪、篠崎美耶）
- 英雄志願 -Gal Act Heroism-（日语：英雄志願）（阿爾納）
- （克莉絲·奧力佛、風間三葉）

1999年
- 學園戰隊Sol Blast（日语：学園戦隊ソルブラスト）（佐藤教諭、草津結花）
- 護士物語（中川泉美）
- 人偶情緣[注 1]
- 同居情事W ～兩人～（日语：ルームメイトW 〜ふたり〜）（佐藤香織）

2000年
- BLOODY ROAR 3（日语：ブラッディロア）（天王星）

2001年
- 青青校樹（朽木雙葉）
- 鐵拳4（平野美晴）

2002年
- 異域傳說首部曲［權力意志］（日语：ゼノサーガ エピソードI［力への意志］）（拉畢絲·羅曼）
- 經典傳奇Vol.1（日语：テイルズ オブ ファンダム Vol.1）（瑪莉安·甫斯特爾）
- BLOODY ROAR Extreme（日语：ブラッディロア）（天王星）
- 愛★殺球！（日语：ラブ★スマッシュ!）（布魯）

2003年
- 愛★殺球！5 ～網球機器人大作亂～（日语：ラブ★スマッシュ!5 〜テニスロボの反乱〜）（布魯）

2004年
- 青青校樹2 戀愛的Special Summer（日语：グリーングリーン2 恋のスペシャルサマー）（朽木雙葉）
- BLOODY ROAR 4（天王星）

2005年
- 青青校樹3 Hello Good-Bye（日语：グリーングリーン3 ハローグッバイ）（朽木雙葉）
- Like Life an hour（山崎妙）

2006年
- 活力鐘聲（日语：鐘ノ音ダイナティック）（朽木雙葉）
- 命運傳奇（瑪莉安·甫斯特爾）[注 2]
- 炎之宅急便（日语：炎の宅配便）（明日香）

2020年
- 時空幻境 鏡光傳奇（日语：テイルズ オブ ザ レイズ）（瑪莉安·甫斯特爾）

### 廣播劇CD
- 命運傳奇（瑪莉安·甫斯特爾）
- 街 第Q之男 ～Q是question的Q～（日语：街 〜運命の交差点〜#ラジオドラマ）（A子、女服務生）
- 我們倆的田村同學 廣播劇CD（蜂谷老師）
- ONE ～光輝的季節～ 廣播劇CD（南條紗江子）

### 外語配音

#### 電影
- 聖誕夜瘋狂（英语：'Twas the Night）（凱特琳〈布蘭達·格雷特〉）
- 寶貝威龍3（英语：3 Ninjas: High Noon at Mega Mountain）（珍妮佛〈林賽·費爾頓（英语：Lindsay Felton）〉）
- 雪人（查理）
- 沒有比這更偉大的愛（英语：No Greater Love (1996 film)）（亞歷克西斯“萊克西”溫菲爾德〈吉娜·菲利普斯（英语：Gina Philips）〉）※東京電視台版。
- 玩家俱樂部（英语：The Players Club）（埃博妮〈莫妮卡·卡爾霍恩（英语：Monica Calhoun）〉）
- 致命砍人節（英语：Valentine (film)）

#### 電視影集
- 怪胎們（英语：Freaks and Geeks）（艾米）
- The Wednesday Woman（米米·戴維森〈布瑞特·歐文（英语：Britt Irvin）〉）

#### 動畫
- 瑪德琳（英语：Madeline (TV series)）（蔻依）

### 旁白
- （單元旁白）—TBS
- Pooh！（日语：Pooh!）—TBS
- Wonderful（日语：ワンダフル (テレビ番組)）（單元旁白）—TBS
- Asia Navi（旅Channel（日语：旅チャンネル））
- 虎之門市場的便利－東京電視台，2008年—2009年
- 虎之門市場的便利特輯－東京電視台，2008年—2010年
- 水前寺清子的人生是三百六十五步的進行曲（日语：人生は三百六十五歩のマーチ）—BS富士

### 廣播節目
- 角川動畫熱線（日语：ファンタジーワールド）

### 其它
- 讀賣巨人 吉祥物（比琪（傑比子）的聲音）
- PRIDE系列（場內播報員）
- 七色未來（日语：七色未来）（深田美幸）

## 腳註

## 外部連結
- 藤卷惠理子｜青二Production （日語）